# Corrado Gini
Corrado Gini (Motta di Livenza, 23 maggio 1884 – Roma, 13 marzo 1965) è stato uno statistico, economista e sociologo italiano.
Viene ricordato per aver definito l'omonimo coefficiente statistico economico.

## Biografia
Figlio di Lavinia Locatelli e Luciano Gini, si laureò con lode in giurisprudenza nel 1905 all'Università di Bologna quindi, nel 1908, conseguì la libera docenza in statistica, per avere, l'anno successivo, un incarico di insegnamento di statistica nella Facoltà di Giurisprudenza dell'Università di Cagliari, di cui divenne titolare nel 1910 come professore ordinario. Nel 1913, passò alla stessa cattedra dell'Università di Padova, dove fondò e diresse l'Istituto di Statistica.
Nel 1925, fu chiamato alla cattedra di politica e statistica economica dell'Università di Roma, mentre, dal 1927 in poi, resse la cattedra di statistica della stessa università fino al pensionamento, quindi la nomina a professore emerito nel 1955. Nel 1936, fece istituire la Facoltà di Scienze Statistiche, Demografiche ed Attuariali, di cui fu preside fino al 1954.
Dal 1911 al 1926, fece parte del Consiglio Superiore di Statistica, mentre, nel 1926 fondò, su incarico di Benito Mussolini, l'Istituto Centrale di Statistica – poi Istituto Nazionale di Statistica (ISTAT) – di cui fu anche presidente fino al 1932, rinnovandolo e riorganizzandolo, nonostante gli ostacoli frapposti e le varie opposizioni, a livello sia amministrativo che tecnico-funzionale (dotandolo pure di strumenti adibiti al calcolo automatico). Nel 1929, diede pure vita al "Comitato italiano per lo studio dei problemi della popolazione" (CISP), che poi confluì nell'"Unione internazionale per lo studio scientifico della popolazione" (UIESP). Dal 1941 fino alla morte, fu anche presidente della Società Italiana di Statistica (SIS), nonché fondò e diresse alcune riviste scientifiche fra cui Metron (1920), Genus (1934), Indici del movimento economico italiano (1926) e La vita economica italiana (1925).
Appartenente a diverse istituzioni e società scientifiche italiane e straniere, fu socio onorario della Royal Statistical Society (1920), vicepresidente (1933) e poi presidente (1950) della International Society of Sociology (che contribuì a riattivare), presidente della Società Italiana di Genetica ed Eugenetica (1934), membro della Società Italiana di Sociologia (1937) e membro onorario dell'International Statistical Institute (1939). Fu inoltre socio nazionale dell'Accademia Nazionale dei Lincei e membro onorario dal 1962, che lo aveva già premiato nel 1919 col premio reale per le scienze sociali.
Fondatore della scuola italiana di statistica, con notevoli incarichi politici ed istituzionali nonché insignito di diverse onorificenze e vari riconoscimenti, fra cui diverse lauree ad honorem da parte di università italiane e straniere più alcuni premi nazionali, Gini è stato uno dei massimi studiosi e ricercatori di statistica pura ed applicata.

## Attività scientifica
Studioso e ricercatore indefesso, di ampia cultura, considerò la statistica da un punto di vista interdisciplinare, rapportandola in particolare alla biologia, alla sociologia, all'antropologia e all'economia, e ciò sulla base dell'idea di fondo che vedeva l'uomo quale organismo complesso soggetto a fenomeni di varia natura (biologici, socio-antropologici, economici, etc.). Cercò dunque di applicare concretamente i suoi studi e i risultati delle sue ricerche attraverso il suo impegno civile, politico e sociale.
Da un punto di vista strettamente scientifico, i maggiori contributi di Gini riguardarono principalmente la metodologia statistica, la statistica descrittiva (in particolare, le medie statistiche e la teoria degli indici in cui introdusse, tra l'altro, un indicatore detto indice di differenza media per la misura della variabilità statistica dei dati), la statistica economica (dove stabilì una notevole relazione, detta identità di Gini, che lega teoria statistica ed economia, riguardante gli indici dei prezzi), la statistica applicata alla demografia (fertilità differenziale, migrazioni, studi sull'evoluzione delle popolazioni), il calcolo delle probabilità applicato alla biologia (biometria), la macroeconomia (in particolare, i cicli economici).
In statistica economica, nello studiare problemi di ripartizione (qual è, ad esempio, quello di distribuzione del reddito globale di una nazione fra i suoi componenti), raggiunse risultati tali da portarlo alla notorietà internazionale, con incarichi e consulenze da parte di diverse nazioni estere; in particolare, introdusse un importante indice, detto coefficiente (o rapporto) di Gini, che ha permesso, oltre al chiarimento delle problematiche connesse alla distribuzione dei redditi e le relative disuguaglianze sociali, l'evoluzione dei moderni standard di benessere delle società, indice divenuto popolare anche per una sua possibile rappresentazione grafica tramite la curva di Lorenz.
Autore di più di 800 pubblicazioni, l'archivio privato e la biblioteca di Corrado Gini sono stati acquistati dalla Soprintendenza archivistica del Lazio presso la Libreria antiquaria «I Quaderni di Capestrano» di Roma, quindi destinati all'Archivio centrale dello Stato nel 1999. Contribuì inoltre all'Enciclopedia delle Matematiche elementari e complementi.

## Opere
- Il sesso dal punto di vista statistico. Le leggi della produzione dei sessi, Milano, Sandron Editore, 1908.
- I fattori demografici dell'evoluzione delle nazioni, Torino, F.lli Bocca Editori, 1912.
- L'ammontare e la composizione della ricchezza delle nazioni, Torino, F.lli Bocca Editori, 1914.
- Appunti di statistica, Padova, La Litotipo, 1917.
- Problemi di sociologia della guerra, Bologna, Nicola Zanichelli Editore, 1921.
- Sociologia, a cura di F. Lapenna e A. Parboni, Roma, Tip. A. Sampaolesi, 1927.
- Nascita, evoluzione e morte delle nazioni: la teoria ciclica della popolazione e i vari sistemi di politica demografica, Roma, Libreria del Littorio, 1930.
- (a cura di), Demografia, antropometria, statistica sanitaria, dinamica delle popolazioni, Torino, UTET, 1930.
- Le basi scientifiche della politica della popolazione, a cura di G. Rugiu, Catania, Studio Editoriale Moderno, 1931.
- Le rivelazioni statistiche tra le popolazioni primitive, 3ª ed., Roma, Tip. F. Failli, 1942.
- Appunti di statistica metodologica e statistica economica, Roma, Casa Editrice Castellani, 1942.
- Teorie della popolazione, Roma, Casa Editrice Castellani, 1945.
- con G. Pompilj, Metodologia statistica: integrazione e comparazione dei dati, Milano, Ulrico Hoepli Editore, 1951 (come Vol. III-Parte III dell'Enciclopedia delle Matematiche elementari e complementi).
- Corso di Statistica, Roma, Libreria Eredi V. Veschi, 1953.
- Patologia economica, 5ª ed., Torino, UTET, 1954.
- Appunti di sociologia generale e coloniale, a cura di C. D'Agata e I.F. Mariani, Roma, Libreria Eredi V. Veschi, 1956.
- Economia lavorista. Problemi del lavoro, Torino, UTET, 1956.
- Corso di Sociologia, a cura di C. D'Agata, Roma, Editrice Tip. Ricerche, 1957.
- Memorie di metodologia statistica, vol. I: Variabilità e concentrazione, Vol. II: Transvariazione, Milano, Dott. Aldo Giuffrè Editore, 1955-59.
- con G. Barbensi, Le medie, Torino, UTET, 1958.
- Ricchezza e reddito, Torino, UTET, 1959.
- La logica nella statistica, Torino, Paolo Boringhieri Editore, 1962.
- Questioni fondamentali di probabilità e statistica, 2 voll., Roma, Pubblicazioni dell'Istituto di Statistica e Ricerca Sociale "C. Gini" dell'Università "La Sapienza", 1968 (miscellanea di contributi di Gini, pubblicata postuma).
- Statistica e Induzione, Bologna, CLUEB, 2001.

### Articoli
- Contributo alle applicazioni statistiche del calcolo delle probabilità, in Giornale degli Economisti, vol. 35, 1907.
- Il diverso accrescimento delle classi sociali e la concentrazione della ricchezza, in Giornale degli Economisti, Serie II, XXXVII, 1909,  pp. 27-83.
- Sulla misura della concentrazione e della variabilità dei caratteri, Venezia, Premiate Officine Grafiche C. Ferrari, 1913-14.
- Patologia economica, un'interpretazione della politica economica di guerra e di dopo la guerra, in Rivista Internazionale di Scienze Sociali e Discipline ausiliarie, vol. 97, n. 369, 1923,  pp. 59-61.
- (FR) Quelques considérations au sujet de la construction des nombres indices des prix et des questions analogues, in Metron, vol. 4, 1924,  pp. 1-162.
- con Luigi Galvani, Di una applicazione del metodo rappresentativo all'ultimo censimento italiano della popolazione, in Annali di Statistica, Roma, Provveditorato generale dello Stato, 1929.
- (EN) On the Circular Test of Index Numbers, in International Review of Statistics, vol. 9, n. 2, 1931,  pp. 3-25.
- La politica demografica delle democrazie, in Genus, vol. 4, n. 3-4, 1940,  pp. 117-124.
- La théorie des migrations adaptatives, in Études Européennes de Population, Paris, INED, 1954.
- Progresso o decadenza? Il dominio della tecnica, in Rivista di politica economica, vol. 49, n. 3, 1959,  pp. 923-939.